# Dolichomitus curticornis
Dolichomitus curticornis är en stekelart som först beskrevs av Perkins 1943.  Dolichomitus curticornis ingår i släktet Dolichomitus och familjen brokparasitsteklar. Arten är reproducerande i Sverige. Inga underarter finns listade i Catalogue of Life.